# Лука (мультфільм)
«Лу́ка» (англ. Luca) — американський фентезійний мультфільм виробництва кіностудії «Pixar», шо вийшов на екрани 2021 року. Режисером фільму виступив Енріко Касароса, продюсером — Андреа Уоррен, а сценаристами — Майк Джонс і Джессі Ендрюс. В оригінальному озвучуванні головних персонажів стрічки взяли участь Джейкоб Тремблей, Джек Ділан Грейзер і Емма Берман.

## Синопсис
У селі біля моря Італійської Рів'єри хлопчик, на ім'я Лука Пагуро чудово проводить час зі своїм новим кращим другом Альберто Скорфано. Але Лука та Альберто приховують один секрет: вони обидва морські чудовиська зі світу, розташованого під поверхнею води.

## У ролях
- Джейкоб Трембле — Лука Пагуро, 12-річний морський монстр, який цікавиться світом над морем[4]. Він живе у водах поблизу італійського узбережжя, на фермі, де разом з батьками випасає рибу[4]. Хоча його все життя попереджали, що світ людей — небезпечне місце, він прагне чогось більшого, ніж його тихе фермерське життя, тому, коли Альберто бере його з собою досліджувати Портороссо, його очам відкривається цілий світ можливостей[4]. Як і всі інші морські монстри, Лука несвідомо набуває людської форми, як тільки його шкіра висохне. Його прізвище, «Пагуро», перекладається з італійської як «краб-відлюдник».
- Джек Ділан Грейзер — Альберто Скорфано, 14-річний морський монстр-підліток і кращий друг Луки, що пристрасно бажає досліджувати людський світ.
- Емма Берман — Джулія Марковальдо, італійка, яка дружить з Лукою та Альберто, товариська і чарівлива шукачка пригод, що любить книги й навчання[4]. До існування морських чудовиськ ставиться скептично.
- Марко Баррічеллі — Массімо Марковальдо, італійський рибалка, кухар і батько Джулії[5]. Він значний і татуйований чоловік, що народився з однією рукою. Попри те, що Луку й Альберто лякають його великий зріст і вміння поводитися з ножем, Массімо дуже добрий, зокрема до своєї дочки[4].
- Саверіо Раймондо — Ерколе Вісконті, місцевий хуліган з Портороссо і головний антагоніст фільму. Багаторазовий чемпіон міських перегонів за Кубок Порторосо, хоча багато хто вказує на те, що він застарий для цього. Ерколе — власник скутера «Vespa», пихатий хвалько, який вважає, що всі його обожнюють і люблять дивитися, як він їсть бутерброди[4]. Має двох шанувальників, Чіччо і Гвідо, які готові виконати будь-який його наказ.
- Майя Рудольф — Даніелла, морське чудовисько і мати Луки.
- Джим Гаффіган — Лоренцо, морське чудовисько і батько Луки.
- Сенді Мартін — морський монстр і бабуся Луки. Бабуся знає, що порушення правила або двох є частиною дорослішання, і вона занадто щаслива, щоб дивитися в іншу сторону, якщо бунтівна сторона Луки має з'явитися.
- Саша Барон Коен — Дядько Уґо, дядько Луки та рідний брат Лоренцо.
- Джакомо Джанніотті в якості місцевого рибалки.

## Створення
У липні 2020 року Pixar анонсував новий фільм «Лука», який описується як «історія дорослішання в Італії», режисером якого є Енріко Касароса, а продюсером Андреа Уоррен. Це повнометражний режисерський дебют Касароси, також раніше він зняв короткометражний фільм «Місяць», номінований на премію Оскар у 2011 році.
Касароса описує Луку як «глибоку особисту історію», натхненну його власним дитинством в італійському місті Генуя. Головний герой, заснований на ньому самому, а Альберто — на його кращому другові. Режисер говорив: «Я провів літо на пляжах…я зустрів свого найкращого друга, коли мені було 11 років. Я був дуже сором'язливим і знаходив цього задираку дитиною, у якої було геть інше життя. Я хотів зняти фільм про ті види дружби, які допомагають тобі подорослішати». За словами Касароси, в результаті вийшов фільм, який віддає данину поваги Федеріку Фелліні та іншим класичним італійським режисерам, а також віддає стилем Міядзакі і в основі якого лежить святкування дружби.
Щоб підготуватися до створення фільму «Pixar» відправив кількох художників фільму в Італійську Рів'єру у дослідницьку поїздку, під час якої вони фотографували пейзаж і людей. Історія фільму сягає корінням в 50-ті і 60-ті роки, які Касароса описав як «Золотий Вік, який відчувається поза часом», з музикою і стилістикою, натхненними тим періодом.
Морські монстри, представлені у фільмі, були засновані на місцевому фольклорі і маленьких легендах про морських драконів, істот, які або приходять на допомогу, або втягують в неприємності. Касароса сказав: «Я завжди знаходив старих морських монстрів на картах дуже захоплюючими. Таємниця моря була особливо представлена в дивних істотах, яких ми звикли малювати. І в цій області існує безліч чудових міфів „він також заявив, що морське чудовисько — це“ метафора відчуття себе інакше».
Спочатку повне ім'я головного героя, Лука Портороссо, було відсиланням до фільму Міядзакі «Порко Россо», якому фільм віддає данину поваги. У фінальному варіанті прізвище Луки-Пагуро (в перекладі з італійської «краб-відлюдник»), а Портороссо став назвою села, в якому розгортаються дії фільму.

### Сценарій
У липні 2020 року Майк Джонс оголосив, що він буде працювати над сценарієм разом з Джессі Ендрюсом.

### Анімація
Під час дослідницької поїздки Дінна Марсільєз, артдиректор фільму, помітила, що за ними спостерігали цікаві глядачі, і вирішила додати це в дизайн персонажів. Була виліплена глиняна фігура морського чудовиська Луки, щоб допомогти в створенні дизайну персонажа.

## Випуск
Мультфільм «Лука» був випущений в США 18 червня 2021 року ексклюзивно на стрімінговій платформі Disney+, а в Україні прем'єра відбулася 17 червня 2021 року.

## Український дубляж
- Тимофій Марченко — Лука Паґуро
- Данило Лакоза — Альберто Скорфано
- Єсенія Селезньова — Джулія Марковальдо
- Дмитро Рассказов — Ерколе Вісконті
- Тетяна Зіновенко — Даніела Паґуро
- Микола Боклан — Массімо Марковальдо
- Анатолій Зіновенко — Лоренцо Паґуро
- Кирило Сузанський — Чічо
- Генріх Малащинський — Ґвідо
- Олена Узлюк — Синьйора Марсільєзе
- Євген Малуха — Томмазо
- Ірина Дорошенко — Бабуся Паґуро, Кончетта Араґоста
- Володимир Плахов — Джакомо
- Ольга Фокіна — Пінучча Араґоста
- Дмитро Завадський — Дядько Уґо
- Аліна Проценко — Майор
- Петро Сова — Падре, Бранзіно
- Сергій Кияшко — Сердитий рибалка

А також: Анна Павленко, Дмитро Шапкін, Павло Голов, Світлана Штанько, Іван Кокшайкін, Єлизавета Кокшайкіна, Орест Кокотунов-Вітовський, Ксенія Нікітенко, Агнія Лодкіна, Ілля Локтіонов, Кіра Подольська, Рінат Фомічов, Ілона Бойко, Єлизавета Кучеренко, Олександр Чернов, Едуард Кіхтенко
Мультфільм дубльовано студією «Le Doyen» на замовлення компанії «Disney Character Voices International» у 2021 році.
- Режисер дубляжу — Павло Скороходько
- Перекладачка — Анна Пащенко
- Музичний керівник — Тетяна Піроженко